# Tub-Boot
Das Tub-Boot (auf Deutsch etwa: Wannen-Boot) war eine Art Leichter, also ein Frachtboot ohne eigenen Antrieb, das für die Binnenschifffahrt in den früheren britischen Kanälen Verwendung fand.
Die britischen Tub-Boote waren gewöhnlich 6 m (19,7 ft) lang und 2 m (6,6 ft) breit und konnten in der Regel 3 bis 5 britische Tonnen an Fracht aufnehmen, obwohl einige mit größerem Tiefgang bis zu 8 britische Tonnen Zuladung hatten.
Der wichtigste Vorteil der Tub-Boote war ihre Flexibilität. Sie konnten in Verbänden von drei bis zehn oder mehr Booten gezogen werden, zunächst mit Pferden oder später dann mit Dampfschleppern, wobei die Zahl der Boote im Verband je nach Art der Ladung unterschiedlich war.
Sie könnten besser gehoben werden als große Boote und Schiffshebewerke und Schrägaufzüge wurden als Alternative zu Schleusensystemen, insbesondere in oder bei Zechen oder ähnlichen industriellen Werken, entwickelt. In einer Schleuse oder einem Hebewerk konnte der Verband leicht aufgelöst und danach wieder zusammengesetzt werden.
Aufgrund ihrer geringen Größe konnten auch relativ kleine Kanäle gebaut werden. Dies ersparte so erhebliche Kosten in Zeiten, in denen es noch keine mechanischen Bagger gab.
Der erste Einsatz der Tub-Boote in England war im Bridgewater-Kanal. Weitere Einsätze fanden im Shropshire-Union-Kanal und im Bude Kanal statt.
Zwei Tub-Boote können im Freilichtmuseum Blists Hill Victorian Town, einer Abteilung des zum UNESCO-Weltkulturerbe gehörigen Museumskomplexes Ironbridge, besichtigt werden.
In späteren Jahren wurden größere Versionen der Tub-Boote, genannt Tom Pudding, auf dem Aire-und-Calder-Navigationsweg genutzt.